# 杉本正 (野球)
杉本 正（すぎもと ただし、1959年5月3日 - ）は、静岡県駿東郡小山町出身の元プロ野球選手（投手）・コーチ、解説者・評論家。
実娘はアイドルグループ・LinQの元1期メンバーで、現マネージャーの杉本ゆさ。

## 経歴

### プロ入り前
小学6年の時に野球を始め、中学3年の時に一塁手から投手へ転向した。御殿場西高校では県内有数の左腕投手として知られたが、甲子園には出場できなかった。1977年夏の甲子園県予選3回戦で袋井高を相手にノーヒットノーランを記録している。
高校卒業後は地元の大昭和製紙へ入社。1979年の都市対抗では、後にプロで同僚となる大石友好（河合楽器から補強）とバッテリーを組み、1回戦の引き分け再試合で日本通運を完封。準々決勝でも先発し、日産自動車の名取和彦と投げ合うが惜敗。同年の第4回インターコンチネンタルカップ日本代表に選出され、日本の準優勝に貢献した。
翌1980年の都市対抗では準々決勝で日本鋼管を完封、準決勝に進出し兄弟チームの大昭和製紙北海道との対戦を実現する。この試合では日本代表のエース竹本由紀夫（新日本製鐵室蘭から補強）と投げ合い3-2で競り勝った。決勝でも札幌トヨペットに大勝、この大会で4勝をあげチームの優勝に貢献、最優秀選手の橋戸賞を受賞している。この時のチームメートに上川誠二、佐々木正行らがいた。
同年のドラフト会議で西武ライオンズから3位指名され入団した。

### 西武時代
1981年の初登板（対日本ハム戦）を完封で飾ると、以降は先発ローテーションの一角として活躍した。8月22日の対南海ホークス戦（上越市高田公園野球場）では4イニング1/3で降板したものの試合が6回で降雨コールドとなり西武が勝利し、公認野球規則10.17b項（勝利投手の規定）の適用外となり5イニングを投げきらないままで勝利投手となった。同年7月31日の南海戦では門田博光に当時の月間最多本塁打記録となる同月16本目の満塁本塁打を打たれた。
1982年の中日ドラゴンズとの日本シリーズでは、第2戦と第5戦に先発するが、いずれも途中降板し勝敗はつかなかった。
1983年は3年目にしてシーズン12勝を上げ、読売ジャイアンツとの日本シリーズでも、第3戦と第6戦に先発。活躍が認められ、寮を出て姉と2人暮らしを始めた。

### 中日時代
1985年キャンプイン直前に田尾安志との交換トレードで大石友好とともに中日ドラゴンズに移籍。
1986年にはチーム最多の12勝を挙げるも13敗を喫している。
1987年には新監督の星野仙一に開幕投手に指名され読売ジャイアンツ戦に先発。吉村禎章、駒田徳広にホームランを打たれ、敗戦投手にはなったがこの年は結果的に13勝を挙げた。
1988年は6勝6敗、1988年の日本シリーズ（対西武戦）では古巣相手に第4戦で先発するが4回途中3失点で敗戦投手となった。この頃から肘の故障に苦しみだす。
1989年は肘の故障もあり3勝4敗に終わる。同年8月14日の広島東洋カープ戦では高橋慶彦からサヨナラ本塁打を打たれている。
1990年故障癖もあり登板機会が減っていった。

### ダイエー時代
1990年途中に山内和宏との交換トレードで高島覚とともに西武時代の先輩田淵幸一が監督を務める福岡ダイエーホークスへ移籍。移籍後3年ほどは先発、リリーフとして一定の登板機会があった。
1993年は一軍登板無しに終わる。オフに戦力外通告を受け、現役を引退した。
現役時代、日本シリーズには先発で5回登板しているが成績は0勝1敗に終わっている。5回以上先発して一度も勝ち投手になれなかったのは高橋直樹、北別府学（5回目の先発は杉本より前の1986年第5戦だが、1991年第3戦で6回目の先発）に次いで3人目。中川充四郎によると杉本は1982年の球宴前に全パの監督大沢啓二に懇願して監督推薦でオールスターゲーム初出場を果たしたとされている。1987年のオールスターゲームでは石毛宏典に3ランを打たれ敗戦投手。

### 引退後
引退後はRKB毎日放送野球解説者（1994年）を経て、1995年から1997年までダイエー二軍投手コーチを務めた。1998年から西武時代同僚だった監督の東尾修に呼ばれ西武一軍投手コーチ（ブルペン担当）に就任。前年の西武は一軍投手コーチは森繁和が1人が担当していたが1998年からは森、杉本の二人体制になったが前年はチーム防御率2位の3.63だったが、6月15日の時点でチーム防御率4.26と低迷しシーズン途中、投手陣の低迷の責任を取らされ森が二軍へ配置転換となる（二軍から加藤初が1軍へ）。故意のボーク疑惑では芝﨑和広にボークでも構わないと指示をした。2001年東尾と共に退団。西武退団後はダイエー→ソフトバンクで二軍投手コーチ（2004年 - 2005年）・一軍投手コーチ（2006年 - 2008年）を務めたが、2008年は特に怪我者が多く投手陣が低迷。チーム防御率が2004年以来4年ぶりの4点台と1点近く悪化したことが12年ぶりの最下位の一因となり、この年限りで解任された。救援防御率は4.42と低迷、12球団最下位であった。当時楽天の野村克也監督は「杉本がマウンドに行くとホークスの投手はよくストレートを投げるからそれを狙えと指示している。彼はダメコーチ」と杉本を酷評していた。また2007年5月31日、巨人との交流戦で矢野謙次に代打逆転満塁本塁打を打たれた際、評論家の豊田泰光に「稚拙な継投」、「投手の起用法も酷いし、指導力があるとは思えない」と酷評された。後に、所属したすべての球団で投手成績を悪化させたことから「デス杉本」などと揶揄されるようになってしまった。
2009年からは横浜ベイスターズ一軍投手コーチに就任したが、前年同様セ・リーグ唯一の4点台にチーム防御率が低迷し、被安打1326・被本塁打164・失点685・自責点612もリーグ最下位と振るわず1年で解任された。
2010年からは前年優勝した韓国プロ野球・起亜タイガース一軍投手コーチに就任したが、チーム防御率は3.92から4.39と低迷し7月23日付で二軍投手コーチに降格となり、チームも6位と低迷、またも1年で解任された。
帰国後は楽天編成部スカウト（2011年）を経て、2012年より、西武の一軍投手コーチとして復帰。同年はチーム防御率5位と低迷し、2013年は救援防御率リーグ最下位、勝負所の8月に投手陣が防御率5.23と崩れ、リーグワーストの被本塁打数を記録している。2014年より二軍投手コーチに配置転換され、同年10月2日に来季の契約をしないことを通知された。
西武退団後は文化放送野球解説者・スポーツニッポン野球評論家（2015年 - 2016年）を経て、2017年からは楽天一軍・二軍巡回投手コーチに就任するが、一軍が最下位に低迷した2018年、10月5日に来季の契約をしないことを通知された。
2019年からはスポーツニッポン野球評論家に復帰。
2020年は11月26日放送の宮崎フェニックスリーグ中継にて、スポーツライブ+のゲスト解説者として出演した。

## 詳細情報

### 年度別投手成績
| 年 度      | 球 団      | 登 板 | 先 発 | 完 投 | 完 封 | 無 四 球 | 勝 利 | 敗 戦 | セ 丨 ブ | ホ 丨 ル ド | 勝 率 | 打 者 | 投 球 回 | 被 安 打 | 被 本 塁 打 | 与 四 球 | 敬 遠 | 与 死 球 | 奪 三 振 | 暴 投 | ボ 丨 ク | 失 点 | 自 責 点 | 防 御 率 | W H I P |
| ---------- | ---------- | ----- | ----- | ----- | ----- | -------- | ----- | ----- | -------- | ----------- | ----- | ----- | -------- | -------- | ----------- | -------- | ----- | -------- | -------- | ----- | -------- | ----- | -------- | -------- | ------- |
| 1981       | 西武       | 36    | 21    | 7     | 1     | 0        | 7     | 8     | 2        | --          | .467  | 621   | 145.1    | 138      | 16          | 57       | 1     | 2        | 61       | 2     | 1        | 66    | 56       | 3.47     | 1.34    |
| 1982       | 西武       | 26    | 22    | 6     | 4     | 0        | 7     | 12    | 0        | --          | .368  | 560   | 132.2    | 130      | 6           | 51       | 1     | 2        | 60       | 1     | 0        | 59    | 54       | 3.66     | 1.36    |
| 1983       | 西武       | 26    | 22    | 4     | 2     | 1        | 12    | 6     | 0        | --          | .667  | 571   | 136.1    | 133      | 16          | 39       | 2     | 0        | 44       | 0     | 0        | 56    | 52       | 3.43     | 1.26    |
| 1984       | 西武       | 22    | 22    | 5     | 3     | 1        | 7     | 8     | 0        | --          | .467  | 527   | 124.2    | 136      | 12          | 33       | 3     | 0        | 57       | 0     | 0        | 54    | 53       | 3.83     | 1.36    |
| 1985       | 中日       | 23    | 15    | 4     | 0     | 0        | 5     | 4     | 0        | --          | .556  | 426   | 98.2     | 105      | 14          | 32       | 4     | 5        | 60       | 1     | 0        | 49    | 47       | 4.29     | 1.39    |
| 1986       | 中日       | 31    | 25    | 10    | 3     | 2        | 12    | 13    | 0        | --          | .480  | 733   | 182.2    | 163      | 16          | 44       | 4     | 0        | 106      | 2     | 0        | 70    | 61       | 3.01     | 1.13    |
| 1987       | 中日       | 28    | 28    | 5     | 2     | 0        | 13    | 9     | 0        | --          | .591  | 698   | 158.0    | 180      | 23          | 45       | 8     | 6        | 85       | 4     | 0        | 83    | 76       | 4.33     | 1.42    |
| 1988       | 中日       | 23    | 21    | 1     | 1     | 1        | 6     | 6     | 0        | --          | .500  | 501   | 118.2    | 119      | 13          | 36       | 1     | 1        | 92       | 0     | 0        | 56    | 52       | 3.94     | 1.31    |
| 1989       | 中日       | 23    | 7     | 0     | 0     | 0        | 3     | 4     | 0        | --          | .429  | 225   | 49.2     | 60       | 4           | 24       | 1     | 1        | 22       | 2     | 0        | 27    | 22       | 3.99     | 1.69    |
| 1990       | ダイエー   | 16    | 13    | 3     | 1     | 0        | 3     | 7     | 0        | --          | .300  | 359   | 78.1     | 106      | 9           | 29       | 3     | 2        | 47       | 0     | 0        | 47    | 43       | 4.94     | 1.72    |
| 1991       | ダイエー   | 15    | 13    | 1     | 0     | 0        | 3     | 8     | 0        | --          | .273  | 352   | 82.2     | 88       | 13          | 19       | 0     | 2        | 41       | 1     | 0        | 46    | 39       | 4.25     | 1.29    |
| 1992       | ダイエー   | 29    | 7     | 2     | 1     | 1        | 3     | 5     | 0        | --          | .375  | 278   | 62.0     | 81       | 6           | 15       | 1     | 1        | 29       | 0     | 0        | 37    | 34       | 4.94     | 1.55    |
| 通算：12年 | 通算：12年 | 298   | 216   | 48    | 18    | 6        | 81    | 90    | 2        | --          | .474  | 5851  | 1369.2   | 1439     | 148         | 424      | 29    | 22       | 704      | 13    | 1        | 650   | 589      | 3.87     | 1.36    |

- 各年度の太字はリーグ最高

### 表彰
- 月間MVP：1回 （1987年5月）

### 記録
- オールスターゲーム出場：3回 （1982年、1986年、1987年）

### 背番号
- 20 （1981年 - 1984年）
- 14 （1985年 - 1986年）
- 21 （1987年 - 1990年途中）
- 28 （1990年途中 - 1991年）
- 31 （1992年 - 1993年）
- 76 （1995年 - 1997年）
- 70 （1998年 - 2001年）
- 71 （2004年 - 2005年）
- 85 （2006年 - 2008年）
- 77 （2009年）
- 78 （2010年）
- 88 （2012年 - 2014年）
- 73 （2017年 - 2018年）